# William X. Kienzle
William X. Kienzle, né le 11 septembre 1928 à Detroit et mort le 28 décembre 2001 dans la même ville, est un ancien prêtre américain devenu écrivain de romans policiers.

## Biographie
Ordonné prête en 1954, il exerce pendant vingt ans avant de quitter l'Église. Il écrit et travaille par la suite pour divers journaux et magazines et enseigne également à l'université de l'Ouest du Michigan et à l'université de Dallas. Il débute comme romancier en 1978.
Il a écrit 24 romans policiers mais aucun n'a été traduit en France. Il est principalement connu pour le roman The Rosary Murders, première aventure du père Koesler, qui a été adapté au cinéma sous le titre Confession criminelle. Sortit en 1987, adapté par Elmore Leonard et réalisé par Fred Walton, ce film met notamment en scène Donald Sutherland, Charles Durning et Belinda Bauer. Il raconte l'histoire d'un tueur en série qui assassine des religieux dans la ville de Detroit et qui vient se confesser au père Koesler, mettant à mal ses convictions, partagé entre le secret religieux et son devoir de citoyen.

## Œuvre

### Romans

#### SériePère Koesler
- The Rosary Murders (1978)
- Death Wears a Red Hat (1980)
- Mind Over Murder (1981)
- Assault with Intent (1982)
- Shadow of Death (1983)
- Kill and Tell (1984)
- Sudden Death (1985)
- Deathbed (1986)
- Deadline for a Critic (1987)
- Marked for Murder (1988)
- Eminence (1989)
- Masquerade (1990)
- Chameleon (1991)
- Body Count (1992)
- Dead Wrong (1993)
- Bishop As Pawn (1994)
- Call No Man Father (1995)
- Requiem for Moses (1996)
- The Man Who Loved God (1997)
- The Greatest Evil (1998)
- No Greater Love (1999)
- Till Death (2000)
- The Sacrifice (1999)
- The Gathering (2002)

## Adaptation

### Au cinéma
- 1987 : Confession criminelle (The Rosary Murders), film américain réalisé par Fred Walton, avec Donald Sutherland, Charles Durning et Belinda Bauer